# Nicole Steingaß
Nicole Steingaß (* 13. Juli 1979 in Grünstadt) ist eine deutsche politische Beamtin. Seit 2024 ist sie Staatssekretärin im Ministerium für Wissenschaft und Gesundheit Rheinland-Pfalz. Zuvor war sie von 2019 bis 2024 Staatssekretärin im Ministerium des Innern und für Sport des Landes Rheinland-Pfalz.

## Leben
Steingaß nahm nach ihrem Abitur am Gymnasium Weierhof am Donnersberg (1998) ein Studium der Politikwissenschaft, des Öffentliches Recht und der Soziologie an der Johannes Gutenberg-Universität Mainz auf, welches sie 2005 als Magistra Artium abschloss. 2005 war sie bei der SPD Baden-Württemberg Mitarbeiterin für die Landtagswahl in Baden-Württemberg 2006, ehe sie bis zum Ende der 13. Wahlperiode des Landtags von Baden-Württemberg als Mitarbeiterin im Büro des Landtagsabgeordneten Rudolf Franzmann tätig war.
2006 wurde Steingaß persönliche Referentin von Staatssekretär Carsten Kühl im Ministerium für Wirtschaft, Verkehr, Landwirtschaft und Weinbau Rheinland-Pfalz und wechselte mit ihm 2009 in das Ministerium der Finanzen Rheinland-Pfalz. 2010 kehrte sie als Referentin im Referat Standortmarketing/ZIRP e. V. in das Ministerium für Wirtschaft, Verkehr, Landwirtschaft und Weinbau Rheinland-Pfalz zurück, ehe sie 2011 Referentin für Parlaments- und Kabinettsangelegenheiten im Ministerium des Innern, für Sport und Infrastruktur Rheinland-Pfalz wurde. Diese Funktion bekleidete sie, bis sie Anfang 2015 die Leitung dieses Referats übernahm. Zum Juli 2015 erfolgte die Beförderung zur Leiterin des Ministerbüros von Staatsminister Roger Lewentz.
Zum 1. März 2019 wurde Steingaß als Nachfolgerin von Günter Kern zur Staatssekretärin für die Bereiche Polizei, Verfassungsschutz, Landesplanung sowie Kommunalentwicklung und Kulturelles Erbe im Ministerium des Innern und für Sport Rheinland-Pfalz ernannt. Am 10. Juli 2024 wurde sie mit Amtsantritt des Kabinetts Schweitzer als Nachfolgerin von Denis Alt zur Staatssekretärin im Ministerium für Wissenschaft und Gesundheit Rheinland-Pfalz ernannt. Im Amt des Staatssekretärs im Innenministerium folgte ihr Daniel Stich nach.